# Läma
Läma, svensk uradel, idag avses en frälseätt från Småland känd framför allt genom de två bröderna Håkan Jonsson Läma och Tuke Jonsson (Läma). 

## Bakgrund
Släkten Läma kallades i äldre litteratur, till exempel av Nils Gabriel Djurklou ofta Wålungesläkten, sannolikt på grund av förväxling med en annan medeltidssläkt som kallades Eskilssönernas ätt, där namnet Tuke (Tyke) också förekom, och som härstammade från Välinge i Väse, Värmland. Ätten Läma har tidigare även blandats ihop med andra ätter som Bjälboättens oäkta gren, vilken förde två balkar i vapnet, och som därför av historiker som Claes Annerstedt felaktigt har kallats Läma.
Gallén och Liljeholm (1957) skriver (s. 76) att namnet Läma ofta har fungerat felaktigt som samlingsbegrepp för ätter med två balkar i vapnet, medan det i själva verket under medeltiden bars av endast ett fåtal personer: dels av konung Birger Magnussons marsk Håkan Jonsson som förde två balkar i vapnet, och hans samtida riddaren Håkan Ingeborgason Läma, men de båda var förmodligen inte släkt med varandra.
Håkan Jonssons ättlingar, liksom hans bror  Tuke Jonsson (Läma) och dennes ättlingar, kallade sig också Läma men förde ett helt annat vapen med två trappgavlar i ginfält i fyrdelat vapen: en kvadrerad sköld med trappskuren ruta, oftast i andra och tredje fältet.
Tillnamnet Läma fick en renässans, tydligen genom dubbel uppkallelse, med Ulf och Nils Håkanssöners i lågfrälset ingifte bror Birger Håkanssons (död tidigast 1361) son Håkan Läma.
Utan att deras inbördes relationer i övrigt är kända, beseglade den förre 1438 ett brev tillsammans med Mats Läma (död tidigast 1481). 
Släkten synes ha dött ut på manssidan med den sistnämndes son Lindorm Matsson (död 1510 eller 1511), vilken i protokollet från den heliga Katarina av Vadstenas kanonisationsprocess 1477 nämnes som köksmästare hos biskop Henrik Tidemansson i Linköping. 
En syster till Lindorm Matsson hade emellertid ättlingar inom lågfrälset (Östenson).

## Släktträd
Johan (Läma) (död 1232), riddare.
1. Mattias Jonsson (Läma) (död mellan 1340–1343), domprost i Växjö 1320–1340.
2. Tuke Jonsson, död 1321, riddare 1297, riksråd åt hertigarna Erik och Valdemar, lagman i Tiohärads lagsaga.
  1. Johan Tukesson, (död före 1312) kanik i Växjö, begravd i Nydala kloster
  2. Karl Tukesson Läma (1310-1353), riddare före 1318, riksråd från 1318. Förde i höger första fält trappskuren ruta, och i vänster fjärde fält sin hustrus, Ramfrid Bengtsdotter Bengt Hafridssons ätts vapen med ett stående lejon.
    1. En dotter, död före fadern.

  3. Bengt Tukesson var riddare 1318, omnämnd som riksråd: Enligt Hvitfeldts Danm Rigis Krön. deltog Bengt Tukesson med andra svenska stormän i upprättandet av fredsfördraget mellan konung Birger samt danska och norska konungarna i Roskilde den 11 november 1318. Han upptages därför i Rosenhanes rådslängd. Bengt Tukesson förde ytterligare en variant av vapnet, med 1:sta och 4:de fältet finrutat, i 2:dra och 3:dje en trappskuren ruta)[3]
  4. Märta Tukadotter (Läma) var gift med Bengt, och deras son Johan Bengtsson förde ett lejon över balk. Denne Johan Bengtsson kallade Bengt och Karl (Tukesson Läma) för sina morbröder när han 1328 säljer sina gods i Grytsjöås till sin svåger Bengt Nilsson (lejonansikte).  Märtas dotter var gift med Peter Karlsson (lejon).
3. Håkan Jonsson (1304-1327) kallade sig "Läma" och förde två snedbjälkar i vapnet, identiskt med Birger jarls utomäktenskapliga son Gregers Birgerssons ättlingar, vapnet för Bjälboättens oäkta gren, samt Mats Kettilmundsson som en tid förde samma vapen, varför dessa därför felaktigt ibland har kallats Läma.
  1. Ulf Håkansson (Läma) (död före 1369), var riddare 1337. [4] Gift 1) med Bengta Håkansdotter och 2) med Katarina Bynolfsdotter, dotter till Brynolf Bengtsson (Bengt Hafridssons ätt), och 3) med Katarina Knutsdotter.
    1. Nils Ulfsson (troligen död 1401), kyrkoherde i Lofta i Småland, kanik i Linköping 1397. Tillskiftar 29 september 1386 sin broder väpnaren Lars Ulfsson allt sitt fäderne i ”Næsby” samt allt sitt möderne i Västergötland[5]. Förde kvadrerad sköld med ett stort N i första och fjärde fälten, i andra och tredje fältet en trappskuren ruta.
    2. Håkan Ulfsson, nämnd 1369.
    3. Lars Ulfsson (död före 1408), väpnare. Gift med Helena Magnusdotter. [6]

  2. Nils Håkansson (Läma) (död efter 1377), häradshövding i Bråbo. Förde en kvadrerad sköld med trappskuren ruta i andra och tredje fältet. Gift med riddaren Nils Dannes dotter Iliana Nilsdotter (var år 1377 48 år gammal).[7]
    1. Kristina Nilsdotter, nunna i Skänninge 1365.
    2. Ingeborg Nilsdotter.  Gift med Böghil van Hoo.

  3. Birger Håkansson (död tidigast 1361), gift med Ingegärd Jonsdotter. Förde en kvadrerad sköld med trappskuren ruta i andra och tredje fältet.
    1. Håkan Läma (död 1433)
      1. Johan Läma. Väpnare 1411. Förde en kvadrerad sköld med trappskuren ruta i första och fjärde fältet.
      2. Ulf Läma. Förde  samma sigill som brodern. Gift med Ingrid Dansdotter, dotter till Dan Ulfsson.
      3. En dotter gift med Bengt Skalle (sparre).

Med okänd härledning:
- Mats Läma (död tidigast 1481) beseglade 1438 ett brev med ovan nämnda Håkan Läma(död 1433).

1. Lindorm Matsson (död 1510 eller 1511), köksmästare hos biskop Henrik Tidemansson i Linköping. Förde en kvadrerad sköld med trappskuren ruta i andra och tredje fältet.

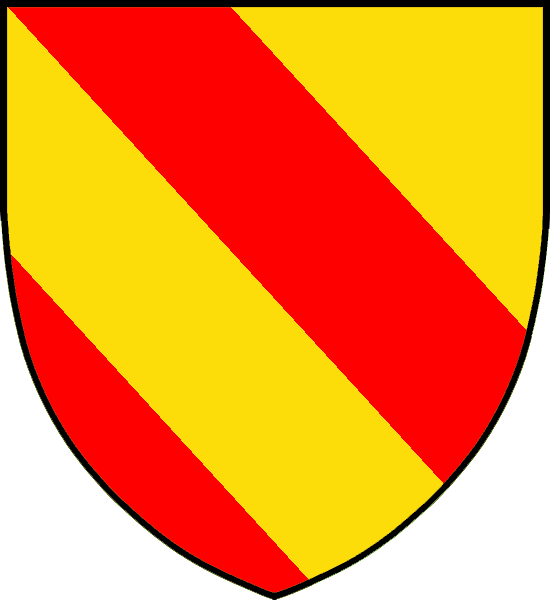
Lämaättens ursprungliga vapen med två snedbjälkar, använt av Håkan Jonsson och andra ätter som Bjälboättens oäkta gren.
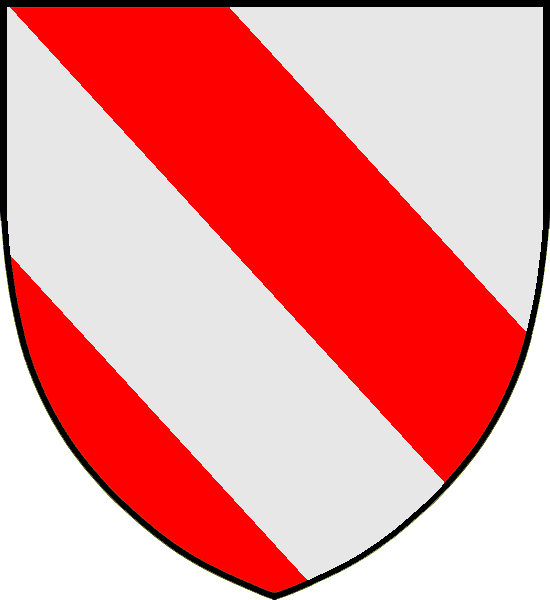
Tinkturvariant rött och silver förekommer också som Håkan Jonssons vapen
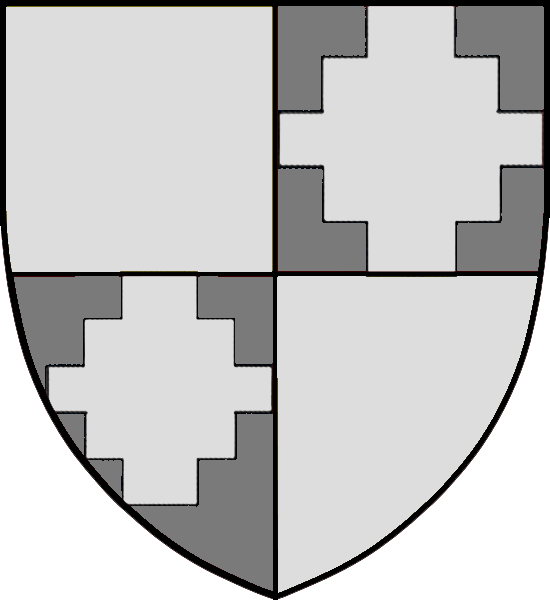
Tuke Jonsson Läma förde en fyrdelad sköld; i andra och tredje fältet en trappskuren ruta, vilket fördes av hans och brodern Håkan Jonssons ättlingar.

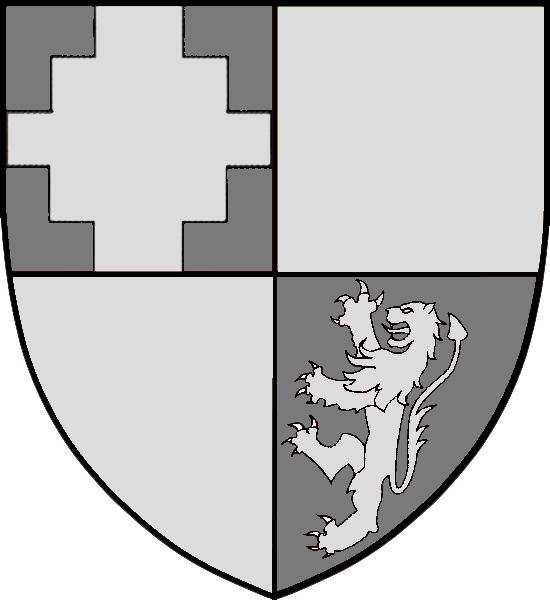
Tuke Jonssons son, Karl Tukesson Läma, förde i höger fält Lämaättens vapen, och i vänster fält sin hustrus, Ramfrid Bengtsdotter Bengt Hafridssons ätts vapen
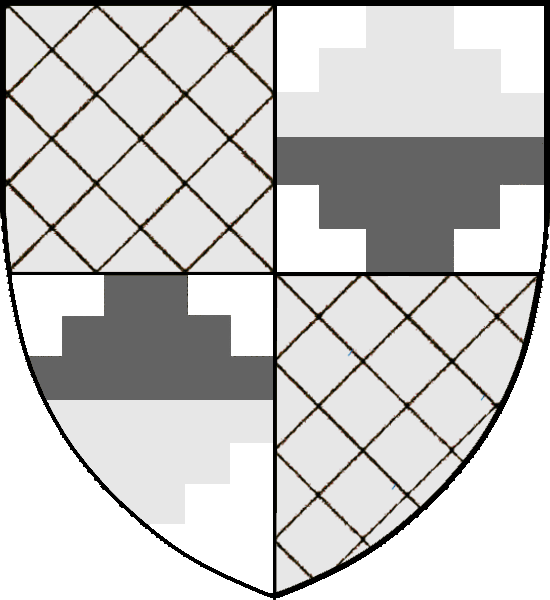
Bengt Tukessons vapen
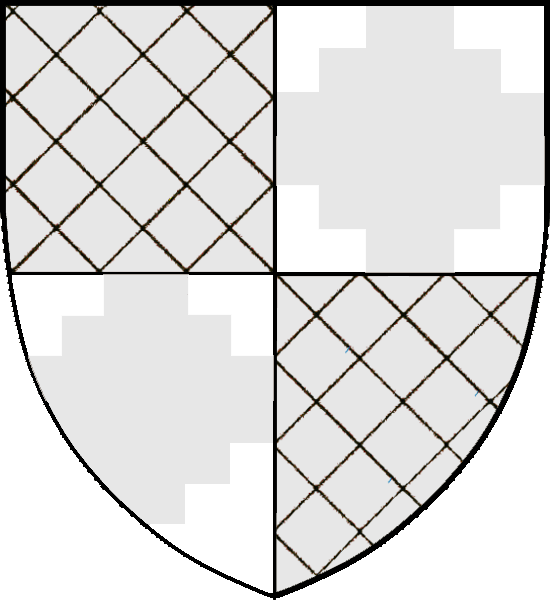
Ulf Håkanssons vapen; skölden fyrdelad, i andra och tredje fältet en trappskuren ruta.